# Csik Ferenc Általános Iskola és Gimnázium
A Csik Ferenc Általános Iskola és Gimnázium egy középiskola Budapest II. kerületében. Budán, Vízivárosban 1872-ben elsőként alapították jogelődjét a Budapesti I. kerületi Községi Polgári Fiúiskolát, 1876-tól 1948-ig Budapest Székesfőváros II. kerületi Medve-utcai Községi Polgári Fiúiskolát. Hosszú működése során számos nagynevű tanár tanított falai között, diákjai közül neves közéleti személyiségek sora került ki. Ellátott feladat(ok): általános iskolai nevelés-oktatás (alsó tagozat), általános iskolai nevelés-oktatás (felső tagozat), évfolyamos gimnáziumi nevelés-oktatás. Az iskola legnagyobb rendezvénye a Csik-nap, amelyen több olimpikon, köztük sok volt tanulójuk jelenik meg.

## Története
Eötvös József, a kiegyezés korabeli vallás- és közoktatási miniszter 1868-ban kötelezővé és általánossá tette a népoktatást, s egyben határozott egy új iskolatípus, a polgári megteremtéséről (1868. 38. tc.). Ennek célja a diákok 4 osztályos elemiben szerzett tudására alapult, gyakorlati pályára, illetve középfokú szakiskolára való felkészítése volt. Ennek köszönhetően 1872 tavaszán Buda város felszólítást kapott, miszerint fiúk és lányok számára polgári iskolát állítson fel.
A Kapás utca által határolt régi budai temetőt az 1738–40-es pestisjárvány idején pestistemetőnek használták, majd lezárták. 1740-ben egy kicsivel arrébb, a mai Medve utcában létesítettek temetkezési helyet. A Pestistemetőt és a Medve utcai temetőt a 19. század végén számolták fel. A területből építési telek lett és be is építették mindkettő helyét. A Medve Utcai Népiskola 1874–1875 között itt épült.
1706-ban nyílt meg az utcában a Fekete Medve patika, majd 1760-ban megépült az Ötpacsirta (Csalogány) utca, a Fekete Medve utca sarkán a Fekete Medve fogadó. Az épület első emeletének magasságában egy kis párkányon ült a horganylemezből készült diót (mogyorót) majszoló medve szobrocska, ami a fogadó cégére volt. A forrásokban több évszám található a fogadó megnyitásáról, így sajnos nem tudni pontosan mikor került fel a Medve a házfalra. Valószínűleg később készült, mint ahogy megnyílt a fogadó, mert a Budapest Galéria szerint horganylemezből készült, ez későbbi felállításra utal. Sok helyen olvasható, hogy a Medve szoborról kapta az utca a nevét, de valószínűbb, hogy inkább a fogadóról. A II. világháború után az épületet lebontották, a szobor a Budapesti Történeti Múzeumba került. A szobor emlékére a 80-as évek elején Asszonyi Tamás szobrászművész új alkotást készített. Felirat az alkotáson: Medve utca. Nevét az utca egykori 2. számú házán elhelyezett diót majszoló medve szoborról kapta. A kedves medve szobor, ami utcatáblaként is funkcionál, ma a Csík Ferenc Általános Iskola és Gimnázium falán található (Felállítás 2002, Asszonyi Tamás, sz. 1942–). Asszonyi Tamás 1975-ben kapott megbízást a védett nevű Medve utca névtáblájának elkészítésére, mely 1981-készült el.
1872-ben alapították az iskolát. A Medve utcai iskola tervrajza 1872-ből megmaradt. Máltás Hugó pályázati terve: a Medve utcai iskola, amit 1873. június 11-én a bíráló bizottság elfogadott. Az épület Máltás Hugó műszaki irányításával készült el. Az 1875-ben elkészült épületről fénykép is fennmaradt. Az iskola 1872. november 10-én kezdte meg működését az alsóvízivárosi elemi iskola épületében. A megnyílt első osztályba 29 tanuló iratkozott be, akiknek oktatását három tanár végezte, Bohus Rezső igazgató vezetésével. A következő 1873–74. tanév szeptemberében az iskola elköltözött a Tabánba, az I. kerület Attila u. 649. számú bérházba, ahol ebben az épületben folyt a tanítás három éven keresztül, s itt nyitotta meg a II., III., és IV. osztályt. A tanulók létszáma 92-re emelkedett. Bohus Rezsőt áthelyezték, aki 1873–1884 között a Budapest II. kerület községi nyilvános polgári leányiskola igazgatója volt. Új igazgatónak Lengyel Sándort nevezték ki. Az 1876–77 tanév elején került az iskola az akkori Medve-utcai elemi iskola II. emeletére. 1876-ban az V., 1877-ben a VI. osztályt is megnyitották.
1872–1909. Az iskola fontosabb támogatói az évente az igazgatók által kiadott iskolai értesítők alapján: 1872–73-ban Csengery Antal, Gönczy Pál, 1875–76-ban Dr. Troján Lajos orvos, 1876–77-ben Petz Vilmos, Weninger László tanárjelölt, Szécskay István tanár, Zipser és Köning könyvkereskedők, 1879–80-ban Szécskay István tanár aki az átadott ajándékokon kívül meghonosította az iskolában az iskolai takarékpénztár intézményét, Vajdafy Béla tanár, 1895–96-ban Szily Kálmán akadémiai főtitkár, Ganz és társa cég, 1897–98-ban és a következő években is Lampel Róbert (Wodianer Fülöp és Fiai) Császári és Királyi Könyvkereskedése és Lenz Ferenc papírkereskedő, 1900–01-ben Tausz Ferenc, Beöthy Zsolt, a Kisfaludy-Társaság elnöke, a papírkereskedők közül Grawatsch Tivadar, Novák és Falusy, Károlyi György, Herrmann Vilmos Utóda, 1901-02-ben Szent István Társulat, Első Magyar Iróngyár, Magyar Földrajzi Intézet, Budapesti Könyvtáregyesület, 1902–03-ban a Budai Takarék és Előegyesület, 1903–04-ben Dr. Bozóky Jenő orvos, 1904–05-ben Bernáth József, Lantai Lajos, 1904–05-ben Dobrovszky Lajos, özvegy Hampel Józsefné üvegkereskedése, 1905–06-ban Vihely Béla számtanácsos, Mauthner Ödön császári és királyi udvari magkereskedő, 1906–07-ben Vajda Béla, a Pesti Hazai Első Takarékpénztár tisztviselő, 1908–09-ben a Tisza- testvérek cég. Kisebb adományokat adtak az iskola tanulói is.
1895-ben kivált az V. és VI. osztály mivel a Medve utcai polgári fiúiskolától különválasztották és önállósították a kereskedelmi iskolát. Az iskola neve Budapest, II. kerületi felső kereskedelmi iskola, az igazgató Péter János (1895–1913) volt. Péter János sok fáradozása és utánajárása eredményeként épült meg az I. kerület Ponty utca sarkán álló épület, ahová a kereskedelmi iskola egy része 1895-ben költözött. A társbérlet 1899-ben teljesen megszűnt, mert a Medve Utcai Népiskola a Medve utcai épület egészét megkapta, így lehetővé vált a további terjeszkedés. 1900 előtt az elemi iskola is elköltözött és 1900-tól megmaradt a hat osztályos polgári iskola.
1900-ban színielőadás volt a Medve-utcai iskolában. Az előadás címe: „Az ördög incselkedése". A színielőadás megszervezésért „köszönet illeti az iskola vezetőségét, különösen Szepessy Mihály polgári iskola és Almásy János (1894–1900) elemi iskolaigazgatókat, a tanárok közül pedig különösen Derlik Sándor tornatanárt, akik az előadás technikai rendezésének igazán fáradságos munkáját magukra vállalták.” A rendelkezésre álló források alapján a Medve utcai általános iskola a medve utcai polgári iskolától elkülönülten, önálló szervezeti egységként működött, igazgatója 1894–1900 között biztosan Almásy János volt.
1900–1901. "Beíratott összesen 518 növendék, 50-nel több, mint a múlt iskolai évben. Az elemi iskolába pedig felvétetett 400 növendék, s így az épületben az elemi és polgári iskolai igazgatók vezetése alatt 918 növendék volt.
1924-ben a képzés tovább bővült (13 osztályt szerveztek meg). Németh László iskolaorvos és az egészségtan tanára volt a Medve utcai polgári iskolákban (1931–43). „A főváros hét iskolaorvosi állást írt ki, erre – az értelmiségi munkanélküliség korában – négyszázan pályáztak. Németh László levelet írt Csordás Elemér tiszti főorvosnak, aki pár nap múlva fogadta, s „négyszáz protekcióval nyomott pályázó orra előtt” kinevezte. Lett egy óvodája, egy elemije, egy polgári iskolája és egy kertészképzője. A hozzá tartozó ezerkétszáz gyermek életkora három és húsz év között volt… Iskolaorvosként ráadásul a tanuló környezetét is vizsgálhatja, környezettanulmányt végezhet vagy végeztethet a hozzá beosztott nővérrel, kérdőívek segítségével adatokat vehet fel a családról, a tanuló mindennapi környezetéről. Tanulmányozhatja tehát a diák „hátországát”, s ennek ismeretében a tanuló élete és lénye majdnem teljességében megjelenik az iskolaorvos előtt. Németh László polgárista diákjai környezettanulmányainak elkészítését a beosztott nővér, Horváthné végezte.” Németh László 1937-ben publikálta A Medve-utcai polgári c. szociográfiai jellegű írását. Az iskolaorvos és egészségtantanár intézménye 1945 után megszűnt. 1931–32-ben az iskola kézilabda csapata a székesfővárosi fiúiskolák kézilabda bajnokságát egyetlen vereség nélkül küzdötte végig.
1937. március 2-án bevezették a filmoktatást.
1938-ban a székesfővárosi polgári iskolák torna- és atlétikai versenyén az iskola tanulói első helyen végeztek és elnyerték a fővárosnak II. Rákóczi Ferencről elnevezett vándorzászlóját.
1945-ben Budapest ostroma során bombatalálat érte az iskolát, átmenetileg, két évig a Batthyány utcai leányiskolába költözött át az iskola.
1963-ban bevezették a koedukált oktatást.
1988-ban az alapellátás körében a VIII. ötéves tervben, 100 férőhelyes óvodát létesítettek, és 12 tanteremmel bővítették a Medve utcai általános iskolát.
1996-tól az iskola neve Csik Ferenc Általános Iskola és Gimnázium lett, mivel összevonták a Medve utcai és a Bem utcai Csik Ferenc iskolákat. 1996 óta a sport szakirányon túl a gimnáziumban, multimédia orientációjú osztályok is működnek. Ennek előzményei is voltak az 1930-as évektől. A tornacsarnok, a tornaszobák, dzsúdóterem és a sportpálya lehetőséget nyújt a testnevelés területén kiemelkedő tanulóink tehetségének fejlesztésére is. A művészeti tevékenység gyakorlására az iskolában rendelkezésére áll egy rajzterem, korszerűen felszerelt média stúdió vetítővel, vágószobával, modern technikai eszközökkel (fényképezőgépek, számítógépek, kamerák).
2002-ben az iskolát 1,2 milliárd forintért felújították és kibővítették. Római kori leletek miatt késett az iskolafelújítás. Az építési terveket Cságoly Ferenc, magyar építész, egyetemi tanár, a Magyar Tudományos Akadémia rendes tagja, Sólyom Benedek és Sajtos Gábor készítették el. Az építkezés fényképalbuma.
2002-ben az iskola megkapta az intézmények között elsőként a Németh László plakettet, amit Németh László leánya Németh Ágnes adott át.
2009-ben Csik Ferenc Általános Iskola és Gimnázium az ország legjobb sportiskolája lett, egy országos minősítés eredményeképpen.
2012-ben (az iskola alapítását követő 140 év múlva) a pedagógusok száma 64, a tanulók száma 798 volt.
2014-ben a Sportiskolák Országos Szövetsége (SIOSZ) ötödször rendezte meg gáláját, amelyen az előző esztendő legjobban teljesítő sportiskoláit és sportiskolásait ismerték el. A köznevelési típusú általános iskolák kategóriájában a budapesti Csík Ferenc Általános Iskola és Gimnázium nyert (1120 pont).
2016-ban átadták a Risztov Éva-tornateremet, felavatták az iskola dzsúdótermét. 2019-ben a Németh László Könyvtár avatására került sor.
2020-ban a képzés 8 évfolyamos általános iskolai és 4, illetve 5 évfolyamos gimnáziumi képzéssel valósult meg. Az iskola egyik profilját tekintve sportiskola, fő célja az élsportoló diákok számára az edzés, a versenyzés és a tanulás összehangolása, segítése. Másik profilja szerint média kultúra tagozatos iskola.
2020-ban az Iskola könyvtára.

## Képzési rendszere
A középiskolában média kultúra és köznevelési típusú sport orientáltságú képzés folyik.
A 2018/2019-es tanévben az iskola a 9. évfolyamon 2 osztályt indít:
- 4 évfolyamos képzés:

Tagozat kód: 0001
Köznevelési típusú sportiskolai kerettantervre épülő helyi tantervű osztály.
Első idegen nyelv: angol. Második idegen nyelv: német vagy spanyol.
- 5 évfolyamos képzés:

Tagozat kód: 0002
4 évfolyamos + 1 évfolyam angol nyelvi előkészítő média kultúra tagozat. Második idegen nyelv: német vagy spanyol.
- 4 évfolyamos + 1 évfolyam német nyelvi előkészítő média kultúra tagozat. Második idegen nyelv: angol.

Tagozat kód: 0003

## Partner Intézmények
- Budapesti Honvéd Sportegyesület (Alapítva 1949-ben)[27]
- Kassa – Športové Gymnazium Košice (2014–) Kassa[28]
- Duisburg – Gymnasium (2015–) Duisburg[29]
- Udine. IT Zanon Középiskola (2017) Udine[30]

| Igazgatói 1872-2024 között |
| --- |
| „A 66 év folyamán a kiváló pedagógusok hosszú sora működött az iskolában. Az iskola tanártestületének országszerte ismert tudós és író tanférfiak közül ki kell emelnünk Lengyel Sándort és Gööz Sándort a polgári iskolai reform vezérharcosait, Kenedy Gézát a Pesti Hírlap, Bokor Jánost a Philosophiai Szemle szerkesztőjét és munkássága révén a német tudományos világban is elismert nevű európai hírű Palágyi Menyhértet. A tankerület eddigi főigazgatói: dr. Gyulai Ágost (1931–33), dr. Leidenfrost Gyula (1933–36), dr. Pintér Jenő (1936–39), vitéz Fraknóy József (1939–45), Szombatfalvy György (1945–46). Iskolánk eddigi igazgatói: Bohus Rezső (1872–73), Lengyel Sándor (1873–95), Szenessy Mihály (1895–1994), Hofrichter József (1904–1918), Baumann János (1918–1930), Szakács Ödön (1930–36) és Castiglione László (1936–)”. Iskolai értesítők, Budapest, II. kerületi községi polgári fiúiskola, 1937. - Bohus Rezső (1872–1873) (magyar nyelv és történelem, földrajz) - Lengyel Sándor (bozóki) (1873–1895) (matematika-fizika) Korábban 1872-ben Kecskeméten a Református Gimnáziumban egy évig németet, számtant, földrajzot és természetrajzot tanított. - Szenessy Mihály (1895–1904) (számtan) - Hofrichter József (1904–1918) (rajz, rajztanárok egyesületének évtizedekig pénztárosa) - Baumann János (1918–1930) (német, földrajz, német tankönyveket írt) - Szakács Ödön (1930–1936) (magyar, földrajz, közgazdaságtan) - Castiglione László (1936–1945) (történelem, földrajz) - Dobos Árpád (1945–1949) (magyar nyelv, történelem) - Varga Béla (1949–1951) - Vadász László (1951–1956) Kanadába disszidált 1956-ban, ezt követően nevét eltüntették a szocialista gyakorlat szerint. Ld.: Fényképét az 1955-ös tablóban (VIII. a. osztály) Vadász László igazgató középen, balra Dvorzák Felicitas igazgatóhelyettes, jobbra Ritly Ignác osztályfőnök. Jellemző felíratok és képek a Medve utcai iskola tablója az 1951. körül. Felül „Ebben az iskolában a szocializmust építjük.” Rákosi címer és alatta a szöveg: „Megvédjük a békét.” Tanulj, hogy boldogulj. Bal oldalt Lenin, jobb oldalt Rákosi Mátyás fényképe. Kisdobos gyermekek vörös nyakkendővel. Vadász László igazgató ünnepi beszédét mondja. A második fénykép. - Zsebők István (1956–1971) (tanító) - Csukonyi István (1971–1975) - Tóth Jenőné (1975–1981) - Donaberger Emilné (1981–1991) - Makovecz Éva (kémia, biológia) (1991–1996) Csik Ferenc Általános Iskola (1996–2018) Csik Ferenc Általános Iskola és Gimnázium. - Polgár Anikó (2018–) (testnevelés) - Bertalan Miklósné (1961–1985) Bem Utcai Testnevelési Általános és Sportiskola. - Ujvári Ferencné (1985–1996) Bem Utcai Testnevelési Általános és Sportiskola. 1991-től Csik Ferenc Általános Iskola. |

| Iskola tanárai 1872-1960 között |
| --- |
| Az iskola tanárainál az adott tanévben kinevezett tanárok nevét és oktatási szakterületét közöljük. 1872–1948 között hit és erkölcstant oktattak felekezetek szerint. Ennek alapján megtalálható volt a római katolikus, az izraelita, a görögkeleti-ortodox, a református, az unitárius, az ágostai evangélikus és az ortodox izraelita vallás is. Az oktatást hittantanárok és lelkészek végezték. Az iskola tanárai több nyelven beszéltek, jelentős irodalmi munkásságot folytattak, tankönyveket írtak, verseik, tanulmányaik jelentek meg, szaklapokat szerkesztettek. 1872–1946 között 17 tanár szerezte meg a doktori fokozatot és ezzel az Egyetemeken magántanári képesítést szereztek, tehát az Egyetemeken szakterületük szerint taníthattak. Az iskolában tanszékeket és segédtanszékeket szerveztek. Az 1872–74-ben kinevezett első tanárok: Bohus Rezső latin, szépírás, magyar nyelv és történelem, az iskola első tanára és igazgatója volt 1872–73-ban, akit a Buda képviselő testülete 1872. szeptember 27-én tartott rendkívüli közgyűlésében nevezett ki. Bohus Rezső korábban a Csongrádi állami tanítóképezde igazgatója volt, Peck Mária női kézimunka, Lengyel Sándor, aki 1873-tól 1895-ig volt igazgató, természettan, szépírás, latin nyelv és matematika, gyakorlati számoló könyvet írt a polgári iskolák négy alsó osztálya számára. Goll János ének és torna. Veszely János, magyar nyelvtan, magyar, német és francia nyelv, történelem, Balogh Alajos (1849–1899) mértani és szabadkézi rajz, szépírás. Halász Gyula ének, Varinyi János természetrajz. 1874–75-ben Laky Vilmos torna, szépírás, Német József (Veszely Jánost helyettesítette, aki beteg volt, és 1874. június 20-án fiatalon Parádon meghalt) magyar és német nyelv, történelem, Schopper Gyula dr. vegytan tudora, természetrajz, földrajz, Zólyomi János ének. 1875–76-ban Gerzanits Lajos francia nyelv, Irmey Ferenc, születési neve Gruber Ferenc (1846–1907) magyar nyelv és történelem, német nyelv és irodalom, 1880-tól szépirodalmi, tanügyi lapokban publikált, több tankönyve jelent meg, pl.: „Világtörténet a felsőbb- és polgári leányiskolák számára” Budapest. 1888 (2. kiadás. uo, 1893) „Magyar alkotmánytan az elemi népiskolák számára.” Budapest. 1890 (Balóval együtt) „A magyar nemzet története. Polgári fiú- és leányiskolák számára”. Budapest. 1894. Schmid Károly (1878-ban elhunyt) szám- és mértan, természettan, német nyelv, 1876–77-ben Szécskay István földrajz, vegytan, természetrajz, vegyi és gépi ipar – műtan, „Ásvány-, közet-földtan és növénytan” tankönyvet írt, a polgári iskolák számára. Szécskay István: „Az ásványok természetrajza” Budapest, 1882. Szécskay István összesen 17 tankönyvet írt. Ld. Szinnyei József: Magyar írók élete és munkái (S) Szécskay István. 1880-ban a „Polgári Iskola” szaklap szerkesztését vállalta el. 1877–78-ban Kozma Gyula földrajz, statisztika, történelem, „Magyarország statisztikája és földirat” tankönyvet írt, a polgári iskolák számára, továbbá „Képes földrajzi atlasz” Lampel R. KK. Budapest. 1906. Gyulay Elek ének, Andrejzó Tivadar torna. 1879–80-ban Clair István torna, Wagenhoffer József történelem, német nyelv, Zettner Ede számtan, mértani rajz, algebra és mértan. 1880–81-ben Reichenthal Gerson gyorsírás, Sajóhegyi Béla természetrajz, számtan és mértan, a tanügyi lapokban jelentek meg írásai. 1882–83-ban Búzás István magyar és német nyelv, Göőz József dr. (1855-1909) magyar nyelv és irodalom, 1879–1907 között 12 könyvet publikált. Ld.: Szinnyei József: Magyar írók élete és munkái (G) Göőz József. Grünwald István mértan és mértani rajz, Hajnal Márton számtan és algebra, mértan és mértani rajz, Grünwald István és Hajnal Márton tankönyvet írtak: „Geometria a polgári iskolák I. és II. osztályok számára”. Kabdebo Lajos természetrajz, Marusák Pál német nyelv, Schlachta Lajos természetrajz, vegytan, ipar-műtan, Trübswetter Ferenc dr. számtan, könyvvezetés, Vajda Pál szépírás, Vándory József torna. Hiányoznak az 1884–1895 közötti évkönyvek. 1896–97-ben Szenessy Mihály (1855–1904), igazgató, mértan és természettan, Derlik Sándor (1855–1904) a tornaszerek őre, torna, Herchl Libor mértani rajz, Patrubány Lukács dr. egyetemi magántanár, 1900-ban tudományos kutatásai miatt szabadságon volt, magyar és német nyelv, Szaffka Manó torna, Sziklay Béla földrajz és történelem, Tattay Ferenc szabadkézi rajz, Tausz Ferenc (1852–1903) földrajz és természetrajz, Turcsányi Dezső magyar nyelv, Volenszky Gyula számtan, mértan és könyvviteltan, Wonaszek A. Antal számtan. 1897–98-ban Mátis Lajos számtan, könyvviteltan, Valter Vilmos könyvviteltan, mértan és mértani rajz. 1898-99-ben Bozóky Endre dr. mértan és vegytan. 1898–99-ben nem vettek fel új tanárt. 1899–1900-ban Fettl Lipót mértan, Glück Károly mértan és szabadkézi rajz, Szerelemhegyi Tivadar közgazdaságtan, történelem és alkotmánytan, Ujlaki Ödön mértan. 1900-01-ben Bakács István dr. magyar és német nyelv, Dankánics Mihály magyar nyelv és földrajz, Székely László számtan és mértan. 1901-02-ben Róka Gy. Pál tánc, Fehérváry Ferenc magyar és német nyelv, földrajz, Hofrichter József mértan, mértani- és szabadkézi rajz, Szőke Béla számtan és mértan. 1902–03-ban Appel Aurélné, Hofrichter Anna hegedű, Kammerlohr Nándor természetrajz, Karch Kristóf számtan és könyvviteltan, Rigó Ferenc természettan, számtan és mértan, Tellér Gyula szabadkézi- és mérnöki rajz. 1903–04-ben Aczél János természetrajz, Birkás Géza dr. francia, Madarász László torna. 1904-05-ben Braun Rezső természettan, Kuntner Róbert könyvviteltan, Oleják Károly torna, Ürmös Péter mértani rajz. 1905–06-ban Kereszty István dr. francia nyelv. 1906–07-ben nem vettek fel új tanárt. 1907–08-ban Fúsz Ferenc ének, Hunyady Béla magyar nyelv és földrajz, Ladók Sándor mértan, könyvviteltan. 1908-09-ben Gárdonyi Emil magyar- és német nyelv, földrajz, Vándory József torna, Vándory József betegsége miatt Cserhalmi Béla vette át a torna tanítását. 1909–10-ben Deme Bálint torna, Haraszti Emil francia, Kondor Zoltán számtan és mértan, Krébesz Ferenc torna, Zöld Károly ének. Az 1910–1927 közötti anyakönyvek hiányoznak. Grafi Józsa, német, 1922-től haláláig volt az iskola tanára (1939. november 18.) 1928-29-ben 1910-hez képest 18 év alatt a teljes tanári kar kicserélődött. Baumann János igazgató, német, Adámy Istvánné, Péter Gizella dr. földrajz, mezőgazdaságtan, növény- és állattan, Bodor Béla magyar, közgazdaságtan és mezőgazdaságtan, Bokor Mihály igazgatóhelyettes, történelem, Eőrsi Júlia dr. magyar, történelem, földrajz, Grafi Józsa (-†1939) német és földrajz, Halápy Edéné számtan, mértan, növény-állattan, Holló Károlyné magyar és történelem, Keller Sarolta számtan, mértan, ásványtan, vegytan, növény- és állattan, Lamoss János rajz és mezőgazdaságtan, Lestyán Lajos torna, Oppitz Vilma számtan, mértan, növény és állattan, Perjéssy Kálmán dr. iskolaorvos, egészségtan, Petschner Mária magyar, német, mezőgazdaságtan, Rezik Béla ének, Schannen Jenő kézimunka és mezőgazdaságtan, Schultz Emília számtan, mértan, természettan, Szakács Ödön magyar, földrajz és közgazdaságtan, Truppel Béla rajz és mezőgazdaságtan, Bordi János torna, szépírástan, Schrott Sándor torna. 1929–30-ban Gulyás György torna. 1930–31-ben Csernyánszky László földrajz- természetrajz, mezőgazdaságtan, Kocsis Lajos torna. 1931–32-ben Hoffer L. Ottokár torna, Németh László dr. iskolaorvos, egészségtan, az orvosi szertár őre. 1932–33-ban Andrasovszky István természetrajz, német, számtan, Bocskay Károly számtan és mértan, természettan, Kronstein Ferenc torna, Pöltel József magyar, földrajz, Szabó Mihály dr. magyar, történelem, mezőgazdaságtan. 1933-34-ben Kozák Lajos testnevelés, Petény József magyar, földrajz és mezőgazdaságtan, Vadon Benjámin rajz. 1934–35-ben Ambrózy Gusztáv földrajz, vegytan, Antal Fülöp számtan, fizika, mezőgazdaságtan, Bagoly László magyar, történelem, földrajz, Eörsi Júlia dr. magyar, német, földrajz, mezőgazdaság. 1935–36-ban Mitribusz István számtan, mezőgazdaságtan, állat- és növénytan, Szőnyi Jenő, korábban Schannen Jenő kézimunka és mezőgazdaságtan. 1936–37-ben Castiglione László (1895–1984) igazgató, földrajz, felesége Bozóky Erzsébet, matematika tanár, fiúk Castiglione László, Dulovits Jenő számtan, fizika, mezőgazdaságtan. 1937–38-ban Németh László iskolaorvos „A Medve – utcai polgári” című kutatását ismertette. Rosenberg Róza német, földrajz. 1938–39-ben Kemény László rajz, Petényi József igazgatóhelyettes, magyar, történelem. 1939–40-ben Harmath József testnevelés. 1940–41-ben nem volt 1941–42-ben Bocskay Károly számtan-mértan, vegytan, közgazdaságtan, mezőgazdaságtan, Lekky Stefánia, magyar, német, történelem, Hofbauer Károly rajz, Kozák Lajos testnevelés. 1942–43-ban Vajk Oszkár, Némedy József, Dvorzák Felicitas számtan és mértan, Németh László dr. nyugalomba vonult, először Török Tibor dr. majd Mődlinger Pál lett az iskolaorvos és az egészségtan tanára. 1943–44-ben Zsámboki Dezső repülőmester aki 1931-35-ben az iskola tanulója volt, hősi halált halt 1943. április 6-án. Új tanárt nem vettek fel. 1944–45-ben Adámy Istvánné, Péter Gizella dr. 1945. március 5-én tragikus körülmények között meghalt. A tanárok egy része különböző közigazgatási beosztásban végzett munkát, többen betegszabadságba mentek, a tanévet lerövidítették. Meszlényi Géza, Kinál Sándor, Kovács Albert, Turczer Kálmán. 1945-46-ban 1946-ban Dobos Árpádot nevezték ki igazgatónak. Dr. Baross Dénesné, Csupor Éva magyar, német, történelem, Györgyi Kálmánné vegytan, közgazdaságtan, Kovács Albert orosz, testnevelés. Forrás: Iskolai értesítők, Budapest, II. kerületi községi polgári fiúiskola 1873–1945. ARCANUM. Az iskola tanárainak nem teljes névsora ABC sorrendben. Dr. Ádám Istvánné, Mihály Gizella (1900–) matematika-fizika, Andor (Appel) Rozália (1897–) testnevelés, 1959-ben nyugdíjazva, Balassa Sándor (1935–2021) ének (1958–63), dr. Belák András (1914–1997) rajz (1951, 1955-74), Bohus Endréné, Villányi Margit (1915-) földrajz, 1958-ban más iskolába helyezték át, Budai Pálné, Upor Gyöngyi (1906-) ének, 1962-ben nyugdíjazva, Csohány Kálmánné, Tóth Klára (1927-) magyar-ének 1958–1982, Csukonyi István igazgató (1971–1975), Dárdai Árpádné, Dobos Árpád igazgató (1945–1949), Domoszlai Lajosné, Lovász Erzsébet (1933-) tanító, Dvorzák Felicitas, számtan, igazgatóhelyettes (1951–1956), Fábián Istvánné, Bokor Klára (1932-) matematika-fizika 1958-tól, Dámóczi Istvánné, Fasang Árpádné, Orbán Éva (1923-) ének, Fazekas Lászlóné, Fülöp Zoltánné, alkotmánytan és vegytan (férje Fülöp Zoltán, az óbudai Árpád Gimnázium igazgatója 1956–1971), Homolya Borbála (1932–1965) tanító (1952–1964) Fekete Antalné, Feyér (Fejér) Gizella (1914-) tanító, napközi vezető, (1953–1966), Frigyes Istvánné, Végh Katalin (1936-) magyar szakos, de napközi vezetőként dolgozott (1964–1966), Görög Istvánné, Jambrik Ilona (1906-) tanító (1947–1958), Jónák Endréné, Kővári Éva, Györgyi Kálmánné, földrajz, Horváth Jenőné, Kótai Margit (1915-) testnevelés, szaktanító (1950–1966), Kaszárda Györgyné, Lyikár Olga (1904-), földrajz-természetrajz-vegytan (1954–1959), Dr. Kónya Zoltánné, Lengyel Éva (1927-) földrajz-biológia (1948–1966), Kováts Anna (1908-) tanító (1932–1967), Kovács Béláné, Kopcsó Elvira (1925-) orosz, Kovács Lajos (Skála Marci) ének (1949 - 1957), Kozma Mihályné, Kiss Gizella (1928-) magyar-történelem (1962–1966), Dr. Kun Miklósné, Jász Vera (1920-) magyar, (1947–1958), Kúnos Pálné, Herz Éva (1924-) angol-magyar (1950–1972). Láng Józsefné, Antal Éva (1918-) napközis tanár (1956–), Lippert Lajosné, Mülner Gizella (1897-) tanító (1930–1960), Lovaghy Istvánné, Lengyel Margit (1901 - 1965) rajz, Materényi Jenő (1920–1986) történelem (1958–1966), Naszvadi Vera magyar-történelem (1967-), Pál Emil (1913-) tornatanár és úttörő csapatvezető (1953–1972), Dr. Pálinkás Jánosné, Sáringer Katalin (1928-) tanító (1959–1972) Pálosi Ottó (1906. 08. 31.–1957. 12. 28.) matematika-fizika, Papp Imréné, Bordi Anna (1924–) magyar-történelem, tankönyvíró (1958–1964), Patacsi Béláné, Horn Mária (1901–) tanító (1947–1958), Pécsi Margit (1905-) magyar-történelem (1949–1963), Polgár Gézáné, magyar, történelem, Pődör Lászlóné, Fiedler Edit (1911-) orosz (1950–1963), Prinz Gizella (1923–) tanító, igazgatóhelyettes (1957–1959), Puskás Sándorné, Erdélyi Magda (1921-) történelem (1955–1961), Radics Margit (1934–) matematika-fizika (1958-), Ráduly Béni (1894–) tanító (1951–1954), Répási Mihályné, Fidler Erzsébet (1921-) ének, igazgatóhelyettes (1966), , Rezik Béla, ének, Ritly Ignác (1899–1978) matematika, fizika (1951–1960), Rónai György, rajz, Smolcz Lajos földrajz, Schnörch Jenőné, Nemes Erzsébet (1928–) biológia, kémia, Schultz Emília, számtan, mértan, az ember élete, Simor Alajosné, Király Klára (1933-) tanító (1951–1972), Dr. Sütő Miklósné, matematika, fizika, dr. Szabó Mihály, magyar, német, történelem, Szentpétery Ilona (1927-) magyar, történelem, ), Szporni Károlyné, igazgató helyettes, Szöllősi Margit, Rottár Jánosné (1918–2003), biológia, kémia (1947–1987), dr. Szilfai László, az ember élete, biológia, Szlávik László (1896-), magyar, történelem, földrajz (1949–1959), Szűcs Béla (1922–) testnevelés, vívás (1955–1972 után), dr. Török Bálintné, született Szikszai Sára (1909-) tanító (1953–1965), Tóth Béla (1926-) pedagógia, Tarján Jenőné, Nagy Ibolya (1909-) magyar, francia (1954–1964), Travnik Pálné, Váradi Magdolna (1918-) tanító (1955–1973), Varga Alajos, német, orosz, Várnay Ferencné, Stef Theodóra (1909–) tanító (1947–1965), Vadász László igazgató (1951–1956), Vadon Benjamin, rajz, dr. Vajnai Lajosné, Virág Józsefné, Vály Ágnes, matematika, fizika (1959–), Virág József (1915-), Vörös Istvánné orosz, Özvegy Zachariás (Zakariás) Endréné, dr. Zsiga Margit (1894–1985. március 6.) magyar, történelem, földrajz. (1949–1958), Zsátos Kálmán, vegytan, földrajz, Zsebők István (1910-) tanító, (1945–1971), igazgató (1956–1971) |

| Híres tanárok |
| --- |
| - Bohus Rezső Újhelyi, behárfalvi. (1840 k.–1886) bölcselet doktor, okleveles főgimnáziumi tanár, magyar nyelv és irodalom, földrajz szakos tanár - Goll János (1841–1907) tanár, zeneszerző, az Újpesti Tornaegylet, (UTE) első elnöke és egyik alapítója. - Bokor József (1843–1917) tanár, pedagógiai és filozófiai író, a Pallas nagy lexikonának, az első önálló vállalkozású, nem fordításon alapuló magyar nagylexikonnak a szerkesztője. - Lengyel Sándor (Bozóki) (1845–1911) matematika-fizika szakos tanár, iskolaigazgató, tankönyvíró. - Irmei Ferenc (1846–1907) magyar, német és történelem szakos tanár, a Petőfi Társaság rendes tagja. - Róka Gyula (1846–1899) táncos, táncmester. - Balogh Alajos (1849–1899) rajztanár, festőművész. - Prém József (1850–1910) filozófiai doktor, főreáliskolai tanár, író, műfordító. - Szécskay István (1851–1905) kémia, biológiai szaktanár, szakkönyvíró. - Buday József (1854–1905) magyar irodalom, filozófia. A Medve utcai polgári iskola tanfelügyelője (1883–1905) - Tausz Ferenc (1852–1903) kémia, francia szakos tanár. - Kenedi Géza (1853–1935) tanár, ügyvéd, író, újságíró, a Pesti Hírlap szerkesztője, országgyűlési képviselő. - Péter János (1853–1933) Műfordító, tankönyvíró, felső kereskedelmi iskolai igazgató. - Azari Zachár Gyula (1853-1910) könyvviteltan témakörében szakkönyvíró. - Kozma Gyula (nagy-ajtai és toroczkó-szentgyörgyi) (1853-1910) földrajz, történelem szakos tanár, iskolaigazgató, tankönyvíró. - Mattyasovszky László (1855–1890). A kereskedelmi jog tanára és kutatója. - Göőz József (1855–1909) pedagógiai író, bölcseleti doktor. - Szenessy Mihály (1855–1904) - Derlik Sándor (1855–1904) - Zettner Ede (1855–1922) matematika szakos tanár, tankönyvíró. - Sajóhelyi Béla (1855–1907) a természetrajz és vegytan tanára, iskolaigazgató, tankönyv író. - Szerelemhegyi Tivadar (1857–1942) a II. kerület királyi katholikus főgimnázium rendes tanára, aki a Medve utcai polgári iskolában történelmet, alkotmánytant és közgazdaságtant tanított. - Kohaut Rezső (1858–1908) zoológus, szakíró. - Marusák Pál (1858–?) irodalomszakos tanár, iskolaigazgató, szakíró. - Palágyi Menyhért (1859–1924) magyar bölcseleti doktor, gimnáziumi tanár, filozófus, fizikus. Emlékezetes tanárok (1886-89) - Körömy Árpád (1860-1941) bölcseleti doktor, felsőkereskedelmi iskolai tanár. - Kereszty István (1860–1944) zenekritikus, zeneszerző. - Patrubány Lukács (1861–1926) nyelvész. - Flóris Áron (1861–1929) rajztanár, iskolaigazgató, orvos és mérnök. - Szaffka Manó (1862–1928) testnevelő tanár, szakíró. - Bozóky Endre (1863–1925) matematika, fizika szakos tanár, szakíró. - Ferdinandy Gejza, Géza, hidasnémeti (1864–1924) jogtudós, egyetemi tanár. - Bárczy István, 1898-ig használt nevén Sacher István (1866–1943) jogász, politikus, Budapest polgármestere, majd főpolgármestere. - Wonaszek A. Antal (1871–1902) csillagász, fizikus, szakkönyvíró. - Gárdonyi Emil (1873–1945 után) a magyar nyelv, a német nyelv, a történelem és földrajz tanára, igazgató, szakíró. - Glück Károly (1874–1966) festő és rajztanár. - Karch Kristóf (1877–1955) üzemgazdász, egyetemi tanár, könyvszakértő. - Birkás Géza (1879–1951) irodalomtörténész, francia szakos tanár. - Kuntner Róbert (1882–1954) egyetemi tanár, üzemgazdaságtani író, a könyvvitel neves tanára. - Lehner Ödön (1887–1938) fizika-matematika szakos tanár, gyümölcstermesztő. - Rezik Béla (1889–1973) énektanár, karnagy, zeneszerző. - Eörsi Júlia (1889–1958) író, irodalom szakos tanár. - Ritly Ignác (1899–1977) matematika szakos tanár. Pedagógusok arcképcsarnoka. Huszadik kötet. - Németh László (1901–1975) orvos, Kossuth-díjas író, esszéista, drámaíró, műfordító. - Szőnyi (Schannen) Jenő (1902–1993). Kézimunkát, éneket és mezőgazdaságtant tanított a Medve utcai iskolában. (1922-től 1943-ig biztosan a Medve utcai iskolában tanított) A huszadik század magyar művészetének egy jelentős alakja. - Dulovits Jenő (1903–1972) matematika, fizika szakos tanár, fényképész, többek között a Duflex, a világ első tükörreflexes fényképezőgépének feltalálója. A fotótörténet és fotótechnika történet világviszonylatban is egyik kiemelkedő alakja. - Belák András (1914–1997) jogász, rajztanár, festőművész. - Materényi Jenő (1920–1996) magyar-történelem szakos tanár, kollégium alapító. - Kovács Lajos (Skála Marci) (1922–2018). 1949–1957 között a Medve utcai iskola énektanára, szimfonikus zenekar szervezője. Emlékezetes tanárok..Pedagógusok Arcképcsarnoka. - Balassa Sándor (1935–2021) a Nemzet Művésze címmel kitüntetett, Kossuth-díjas és Erkel Ferenc-díjas zeneszerző, érdemes és kiváló művész. |

| Neves diákok |
| --- |
| Neves diákok Az 1956-os forradalom mártírja - Mansfeld Péter (1941–1959) vasesztergályos szakmunkástanuló. Mátsik György ügyész vádbeszéde után 18 éves volt, amikor egy koncepciós per után kivégezték. Emléktáblák: az 1956-os poznani „fekete csütörtök” legfiatalabb áldozata, a 13 éves Romek Strzalkowski volt. Strzalkowski táblája a Medve utcai iskola homlokzatán Mansfeld Péteré mellé került, aki az 1956-os magyarországi forradalmat követő megtorlás legfiatalabb áldozata volt. Sportolók - Bolvári Antal (1932–2019) olimpiai bajnok vízilabdázó, úszó, edző - Kangyerka Antal (1939–2011) honvédezredes. Játékosként 29 alkalommal szerepelt a magyar röplabda válogatottban. Részese volt a magyar férfi nemzeti együttes olimpiai szereplésének, a tokiói hatodik helyezésnek. Ezen kívül Európa-bajnoki ezüstérmes, többszörös bajnok és Magyar Népköztársaság Kupa-győztes, a Budapesti Honvéd korábbi edzője, játékvezető. - Schwalm Béla (1941–) jégkorongozó. A magyar férfi jégkorong-válogatottban játszott az 1964-es téli olimpián Innsbruckban. - Tóth Béla (1943–) magyar származású olasz sakkozó. FIDE-mester. - Létay Gyula (1944–) sakkmester, FIDE-mester - Száll Antal (1944–) úszó, 1964-ben a 4 × 100 m gyorsváltó és vegyes váltó tagjaként ezüstérmes. 1965-ben 100 m gyorsúszásban magyar bajnok. - Havas Endre (1945–). Az 1960–1970-es években síbajnok volt, a magyar bajnokságot hét alkalommal nyerte meg. - Nagy Zsolt (1946–) orvos. Magyar ifjúsági junior világbajnok kardvívásban (1961, 1963). - Szegvári Péter (1954–) 1989-től a Magyar Judo Szövetség elnöke. - Nyilasi Tibor (1955–) magyar válogatott labdarúgó - Hargitay András (1956–) háromszoros világ- és Európa-bajnok úszó, állatorvos. Magyarország első úszó-világbajnoka - Budavári Imre (1956–) vízilabdázó, világbajnoki és Európa-bajnoki ezüstérmes, olimpiai és Eb bronzérmes, valamint kétszeres BEK győztes. Az 1983-as esztendőben pedig Magyarország legjobb vízilabdázójának választották. - Schirilla György ifj. (1961–) sportoló - Dónusz Éva (1967–) olimpiai bajnok kajakozó, edző. - Erdei Zsolt (1974–) egykori félnehézsúlyú és cirkálósúlyú profi ökölvívó világbajnok. A Magyar Ökölvívó-szakszövetség korábbi elnöke. - Storcz Botond (1975–) olimpiai bajnok kajakozó, edző - Fodor Rajmund (1976–) kétszeres olimpiai-, egyszeres világ- és kétszeres Európa-bajnok vízilabdázó. - Kásás Tamás (1976–) háromszoros olimpiai bajnok vízilabdázó - Szuper Levente (1980–). Tagja volt a 2008-as szapporói divízió I-es jégkorong-világbajnokságon győztes válogatottnak, és részt vett a 2009-es A csoportos jégkorong-világbajnokságon. - Czink Melinda (1982–) hivatásos teniszezőnő, olimpikon - Elek Attila (1982–) műkorcsolyázó, világbajnoki ezüstérmes. - Varga Dániel (1983–) olimpiai és világbajnok vízilabdázó, edző - Gara Anita (1983–) sakkozó, nemzetközi mester (IM), női nemzetközi nagymester - Dorofejev Tamara (1984–) országos műkorcsolyabajnok (2001) 2004-ben 20 évesen visszavonult az aktív korcsolyázástól. - Barta Nóra (1984–) ifjúsági Európa- és világbajnok műugró - Pavuk Viktória (1985–) műkorcsolyázó. Kétszeres Nizzai Nemzetközi Kupa-bajnok és 2011-ben magyar bajnok - Risztov Éva (1985–) úszó, olimpiai bajnok, háromszoros világbajnoki ezüstérmes - Baczkó Bernadett (1986–) világbajnoki bronzérmes, olimpikon cselgáncsozó - Bor Barna (1986–) cselgáncsozó, olimpikon. A Paksi Atomerőmű SE versenyzője. - Gercsák Balázs (1986–) magyar úszó, olimpikon - Dombi Rudolf (1986-) olimpiai és Európa-bajnok kajakozó - Bisztritsányi Dávid (1987–) Európa-bajnoki bronzérmes, kétszeres Universiade-győztes vízilabdázó - Varga Dénes (1987–) olimpiai, világ- és Európa-bajnok vízilabdázó - Mészáros Anett (1987–) Európa-bajnok cselgáncsozó - Boulsevicz Beatrix. (1987–) Európa-bajnok úszó. - Molnár Ákos (1987–) úszóbajnok - Gercsák Csaba (1988–) úszó, olimpikon, Gercsák Balázs testvére - Szávay Ágnes (1988–) teniszezőnő, olimpikon, egy egyéni és két páros junior Grand Slam-torna győztese - Kormos Villő (1988–) háromszoros Európa-bajnoki bronzérmes magyar műugrónő - Bor Barna (1986–) cselgáncsozó, olimpikon. A Paksi Atomerőmű SE versenyzője. - Boulsevicz Beatrix (1987–) Európa-bajnok úszó - Bisztritsányi Dávid (1987–) Európa-bajnoki bronzérmes, kétszeres Universiade-győztes magyar vízilabdázó - Csabai Dóra (1989–) Európa-bajnok válogatott vízilabdázónő. - Bátori Bence (1991–) világbajnok válogatott vízilabdázó. - Eppel Márton (1991–) magyar válogatott labdarúgó - Kovács Emese (1991–) Európa-bajnoki ezüstérmes magyar úszó, A Jövő SC versenyzője, a pekingi olimpiai csapat tagja. - Ceiner Benjámin (1992–) kajakozó - Dobár Éva (1993–) ifjúsági Európa-bajnok, olimpikon magyar úszónő, modell - Mihók Olivér (1993–) sakkozó, nemzetközi nagymester - Adámi Zsanet (1994–) a Magyar Paralimpiai úszóválogatott tagja, valamint 4x-es világcsúcstartó. - Papp Márk (1994–) magyar olimpikon úszó. - Gyárfás Tamás ifj. (1994–) Junior világbajnoki ezüstérmes magyar vízilabdázó. - Kaszás Benjamin (1994–) teniszező, országos bajnokságon harmadik, férfi szuperliga csapatban bajnok. - Bóta Botond (1995–) műugró - Boinitzer Dávid (1995–) kosárlabdázó, az Országos Bajnokságot nyert csapat játékosa. - Juhász Kristóf (1995–) nemzetközi sakkmester. - Ceiner Bálint Gábor (1995–) Kajak-kenu, magyar bajnok. - Ecseki Nándor (1996–) asztaliteniszező, Európa bajnok. - Bödök Bence (1996–) jégkorongozó, A válogatottban U16-os, U18-as és U20-as korosztályban is szerepelt, játszott a 2015-2016-os szezonban az U20-as vb-n is, amelyen a magyar csapat megnyerte a Divízió II/A-t. - Koroknyai Virág (1997–) fit-kid magyar bajnok, szépségkirálynő - Györgyjakab Máté (1997–) kajak maraton, magyar- és világ- bajnok. - Egri Viktória (1998–) sportlövő. - Szegedi Döme (1999–) junior világbajnok karatézó, Premier League-ben bajnok. - Gyurinovics Fanni (2001–) úszó, Magyar- és Junior Európa-bajnokságokon arany érmes. - Őry Zsombor Erős (2002–) Világbajnok kajakos - Keresztes Levente (2002–) Jégkorongozó az USA-ban. Írók - Németh László (1901–1975) iskolaorvos, az egészségtan tanára, tanult az iskolában (1907–1911) Politikusok - Szabó László (1970–) egykori diákvezető, főiskolai tanár, Magyar Paralimpiai Bizottság elnöke Újságírók - Avar János (1938–2021) Rózsa Ferenc-díjas újságíró - Aczél Endre (1944–2018) újságíró, műsorvezető - Ribánszky László (1941–2019) újságíró, szerkesztő, publicista, a Szabad Európa Rádió magyar osztályának igazgatója - Gundel Takács Gábor (1964–) Táncsics Mihály-díjas újságíró, műsorvezető, sportriporter, kommentátor Karmesterek - Vig Rudolf (1929–1983) népzenekutató, karnagy. - Bolberitz Tamás (1940–) karmester. 1966–1979 között az Operaház karmestere. Színművészek, énekesek - Bilicsi Tivadar (1901–1981) színész, érdemes és kiváló művész - Kozma József (1905–1969) magyar zeneszerző, a francia sanzon megújító mestere és a világsikerű Hulló levelek szerzője. - Cs. Szabó István. (1942–2020) színész, író, költő, rendező, a Budai Bábszínház művészeti vezetője. - Harsányi Gábor (1945–) kétszeres Jászai Mari-díjas színész, író, drámaszerző, érdemes művész, Kossuth-díjas. Harsányi-darab a Broadwayn. - Drosztmér István (1945–1986) a 100 Folk Celsius basszusgitárosa, énekese (1980–1986) - Soltész Rezső (1945–) magyar énekes, dalszerző, szövegíró, lapkiadó. „A Medve utcai általános iskolában Materényi Jenő tanár úrnak lehettem a tanítványa, akit 1956-os múltja miatt helyeztek hozzánk egy középiskolából. Életre szóló élmény volt, ahogy a magyart és a történelmet tanította.” - Baumgartner Ferenc (1946–) zenész. 1972–1987 között az Anonymus együttes tagja, 1987-től a Marathon együttes vezetője. - Hollós Olivér (1947–) operatőr - Böröndi Tamás (1955–2020) színész, színházigazgató - Hutlassa Tamás. (1962–) producer, gyártásvezető, egyetemi tanár - Magyar Péter (1964–2018) zenész, dobos, a magyar underground zenei élet jellegzetes alakja - Tóth Gyula (1964–) Stúdió 11 gitárosa, zenekarvezető - Hutlassa Tamás (1962–) producer, gyártásvezető, egyetemi tanár - Topolánszky Tamás (1972–) Harangozó Gyula-díjas magyar táncművész, koreográfus, táncpedagógus, főiskolai adjunktus, érdemes művész - Markó Róbert (1984–) író, dramaturg, műfordító, színházrendező - Dér Mária (1993–) jégtáncos, majd magyar színésznő - Miller Dávid (1996–) színész, énekes és műsorvezető Költők - Juhász Ferenc (1928–2015) költő, a Nemzet Művésze címmel kitüntetett, kétszeres Kossuth-díjas és József Attila-díjas magyar költő, szerkesztő, a Digitális Irodalmi Akadémia alapító tagja - Petri György (1943–2000) Kossuth- és József Attila-díjas költő, műfordító, újságíró Mémek – Mérnökök - Arató András (1945–) villamosmérnök. „Hide the pain Harold” néven internetes mém lett az arcképéből. - Zentai János (1945–) a Magyar Televízió Balázs Béla-díjas (1995) hangmérnöke. Szobrász- és festőművészek - Ligeti Miklós (1871–1944) szobrász. A 19. és 20. század fordulójának egyik legjelesebb magyar impresszionista szobrásza. - Boda Balázs (1954–) festőművész - Maczó Péter (1949–) iparművész, a Medve utcai iskolában tanult. Tanárok - Hidas (Herbszt) György (1914–1992) tanár, ének-zene és német szakos. Pilisvörösvár díszpolgára. (posztumusz, 1993) - Berend Mihály (1941–2018) biológia-földrajz szakos tanár, író és tankönyvíró. Az Óbudai Árpád Gimnáziumban tanított (1988–2003). Karádi Károly-díjas (2001) és Rátz Tanár Úr Életműdíjas (2007). Orvosok - Funk Sándor (1948–) addiktológiai osztályvezető szakorvos, számos szakmai publikációja jelent meg. - Bakanek György. Doppingszakértő, teljesítmény menedzser, a magyar birkózóválogatott keretorvosa. Divattervezők - Makány Márta (1969–) öltözéktervező és divattervező. Gasztronómia - Rácz Jenő (1990–) Michelin-csillagos séf. Tudósok - Sevcsik Jenő (1899–1996) fotószakíró. - Szigeti Sándor (1903–1983) térképész alezredes. - Janáky István (1938–2012) Ybl Miklós-díjas építész, képzőművészeti indíttatású konceptuális építész, a kortárs magyar regionalista építészet iskolateremtő alakja - Becsky György (1939–1989) közgazdász, kandidátus, az MTA Közgazdaság-tudományi Intézete tudományos főmunkatársa és a Világbank munkatársa (1986–1989). - Voigt Vilmos (1940–) néprajzkutató, egyetemi tanár, szemiotikus - Barta János (1940–) történész, egyetemi tanár, az MTA doktora. - Emőd István (1940–) közlekedési mérnök, a Budapesti Műszaki és Gazdaságtudományi Egyetemen intézeti igazgató, 1994-1995. - Bolberitz Pál (1941–2020) Széchenyi-díjas római katolikus pap, filozófus, egyetemi tanár, a Szent István Tudományos Akadémia elnöke. Mint nemzetközileg elismert zsurnaliszta a Medve utcai általános iskola „Dörmögö” újság főszerkesztőjeként aratta pályafutása első sikereit - Vojnits András (1941–) zoológus, nyugdíjas kutató, tanár, az MTA Zoológiai Bizottsága, a Magyar Biológiai Társaság Állattani Szakosztálya és a Magyar Rovartani Társaság volt titkára, a Magyar Földrajzi Társaság Expedíciós Szakosztályának elnöke, a Magyar Tudományos Afrika Expedíció tagja Kutatási terület: Afrika rovarvilága, természetvédelmi kérdések. - Gallyas Csaba (1941–) mezőgazdasági szakíró, lexikonok szerkesztője, a Mezőgazdasági Könyvkiadó Vállalat igazgatója (1987–91). - Hangay György (író) (1941–) Ausztráliában élő, de a hazai tudományos életben is jól ismert zoológus, forgatókönyvíró, muzeológus, szakkönyvíró. - Miczek György (1942–) geográfus, térképész. - Fodor Géza (1943–2008), Kutatási területe a színház- és drámaesztétika volt. - Oplatka András (1942–2020) Oplatka András vagy Andreas Oplatka (Budapest, 1942. február 5. – Zollikon, 2020. május 27.) magyar származású svájci történész, újságíró, műfordító, egyetemi tanár, a Magyar Tudományos Akadémia külső tagja. Kutatási területe a reformkor, ezen belül is Széchenyi István élete, a kelet-közép-európai rendszerváltások története, valamint az oral history módszerei és problematikája. 1996 és 2002 között a svájci Neue Zürcher Zeitung budapesti tudósítója. - Papp Zsolt (1944–1992) szociológus, politológus, esszéíró, egyetemi docens, televíziós műsorvezető, tudósklub, (1979–1984), a Medvetánc szerkesztőbizottságának elnöke, a Szociológia felelős szerkesztője volt 1986 és 1990 között. - Steiger Kornél (1945–) filozófus, az Eötvös Loránd Tudományegyetem Bölcsészettudomány Kar, Filozófiai Intézet, Ókori és Középkori Filozófia Tanszék tanára. Szakterülete az antik görög filozófia. - Fetter József (1945–) a Magyar Tudományos Akadémia (MTA) doktora (Kémia, 1997) MTA köztestületi tagok. - Gyárfás András (1945–) a Magyar Tudományos Akadémia (MTA) doktora. (Matematika- és számítástudományok, 1992) Tudományterület: Kombinatorika. Felfedezéseit Ld.: Gyárfás–Sumner-sejtés Baranyai-tétel, Erdős–Gyárfás-sejtés - Sipos Béla (1945–) közgazdász, egyetemi tanár a Pécsi Tudományegyetemen (1989–2017), a Magyar Tudományos Akadémia (MTA) doktora (Ökonometria, 1988), rektorhelyettes (1997–2007) - Madarász Aladár (1947–) közgazdász, elmélettörténész. Kandidátus, 1996. 1985 óta számos egyetemen tanított, így pl. a Budapesti Corvinus Egyetemen, a Közép-európai Egyetem-en, - Pokol György (1950–) Budapesti Műszaki és Gazdaságtudományi Egyetemen egyetemi tanár (1994–2020). A BME, a Kémiai Technológiai és Biotechnológiai Kar dékánja (2003–2013). A Magyar Tudományos Akadémia (MTA) doktora. (Kémia, 1996) Tudományterület: Kémiai tudományok. - Bán András (1951–) (1960–1965 között a Medve utcai iskolában tanult.) Műkritikus, művészettörténész, egyetemi tanár, számos könyv szerzője. Németh Lajos-díjas. [Ritly Ignác unokája, Valéria lányának a fia) - G. Tóth László (1954–) egyetemi tanár, magyar hidrobiológus, limnológus, ökológus, a Magyar Tudományos Akadémia (MTA) doktora. |

## Videófelvételek
- 140 éve a Vízivárosban. A Medve Utcai Iskola története – Youtube.com, Közzététel: 2012. október 15.
- Medvegála 2012. A suli szülinapja – a bábszakkörösök jelenete – Youtube.com, Közzététel: 2012. október 14.
- Medvegála 2012 – Kórus – Youtube.com, Közzététel: 2012. október 13.
- Medvegála 2012. Régi idők testneveldéje – Youtube.com, Közzététel: 2012. október 13.
- Csik Ferenc Iskola. Mansfeld Péter emlékműsor – Youtube.com, Közzététel: 2014. március 21.
- Csik Iskola. Németh László megemlékezés – Youtube.com, Közzététel: 2014. április 15.
- Csik Ferenc Iskola. Dr. Belák András rajztanár, festő kiállítása ] – Youtube.com, Közzététel: 2014. április 13.
- Csik Ferenc Általános Iskola és Gimnázium. 2017. március 15 – Youtube.com, Közzététel: 2017. március 15.
- Iskola bemutató. 2018. november 30. – Youtube.com, Közzététel: 2018. november 30.
- Csik Ferenc Iskola. Videók. 2013–2020 – Youtube.com, Közzététel: Csik Ferenc Iskola. Videók. 2020.

## Elérhetőségek
Központi telefonszám: 1/201 1137 +36 1/201 1137
Levelezési cím és elérhetőség: Csik Ferenc Általános Iskola és Gimnázium 1027 Budapest, Medve u. 5-7.
E-mail cím: titkarsag@csikferenc.hu
Honlap: Csik Ferenc Általános Iskola és Gimnázium honlapja
Facebook: Csik Ferenc Általános Iskola és Gimnázium Facebook oldala
Alapítvány: (1%) Medve Utcai Iskolai Alapítvány. Székhelye: 1027 Budapest, Medve utca 5-7. Adószám: 18034446141 Alapítvány számlaszáma: CIB Bank 10700378-70864094-51100005
Csik Ferenc Általános Iskola és Gimnázium Budapesten a Medve utcában

## Album

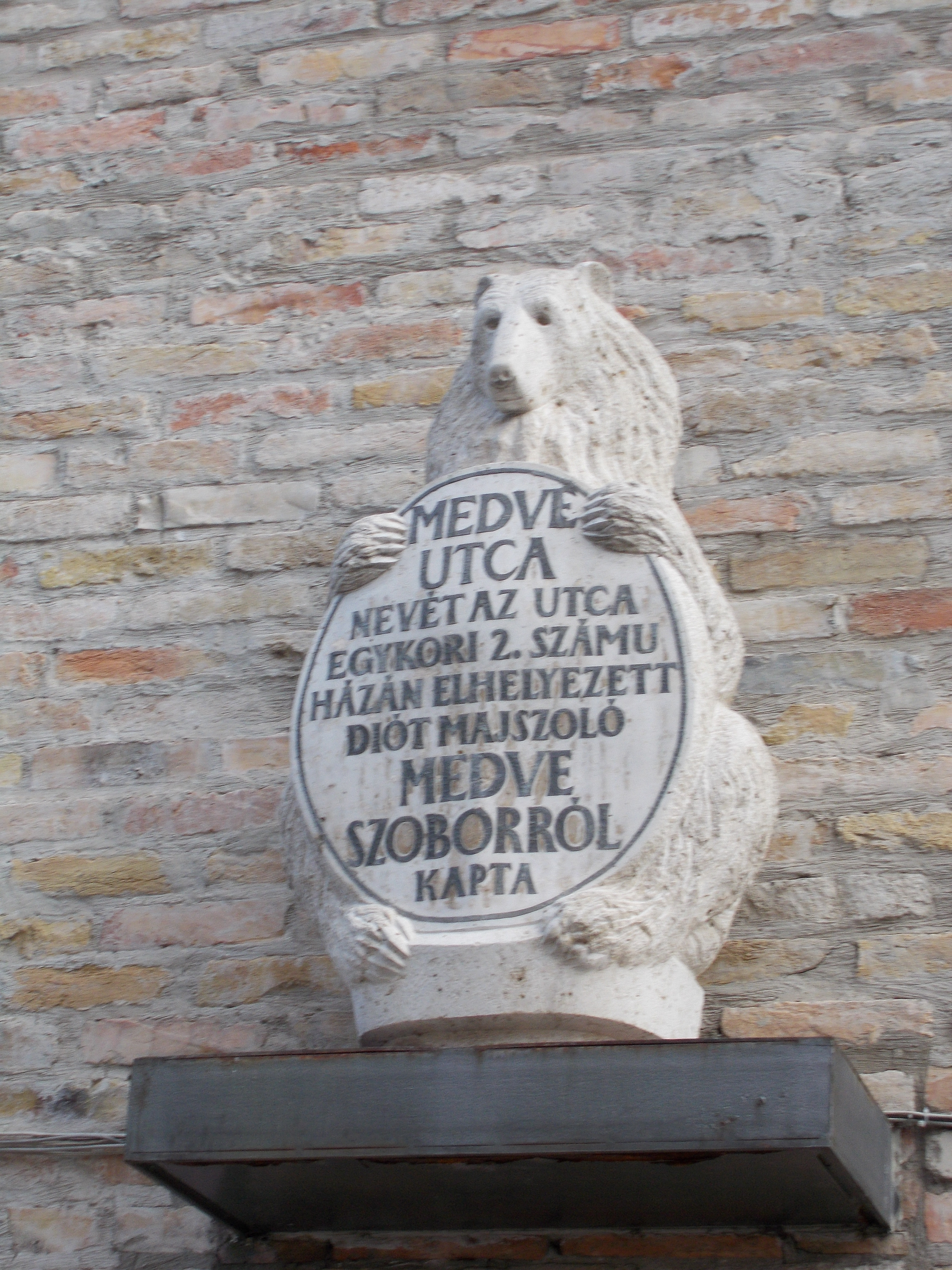
Medve-szobor. Készítette Asszonyi Tamás szobrászművész, felavatták 2002-ben
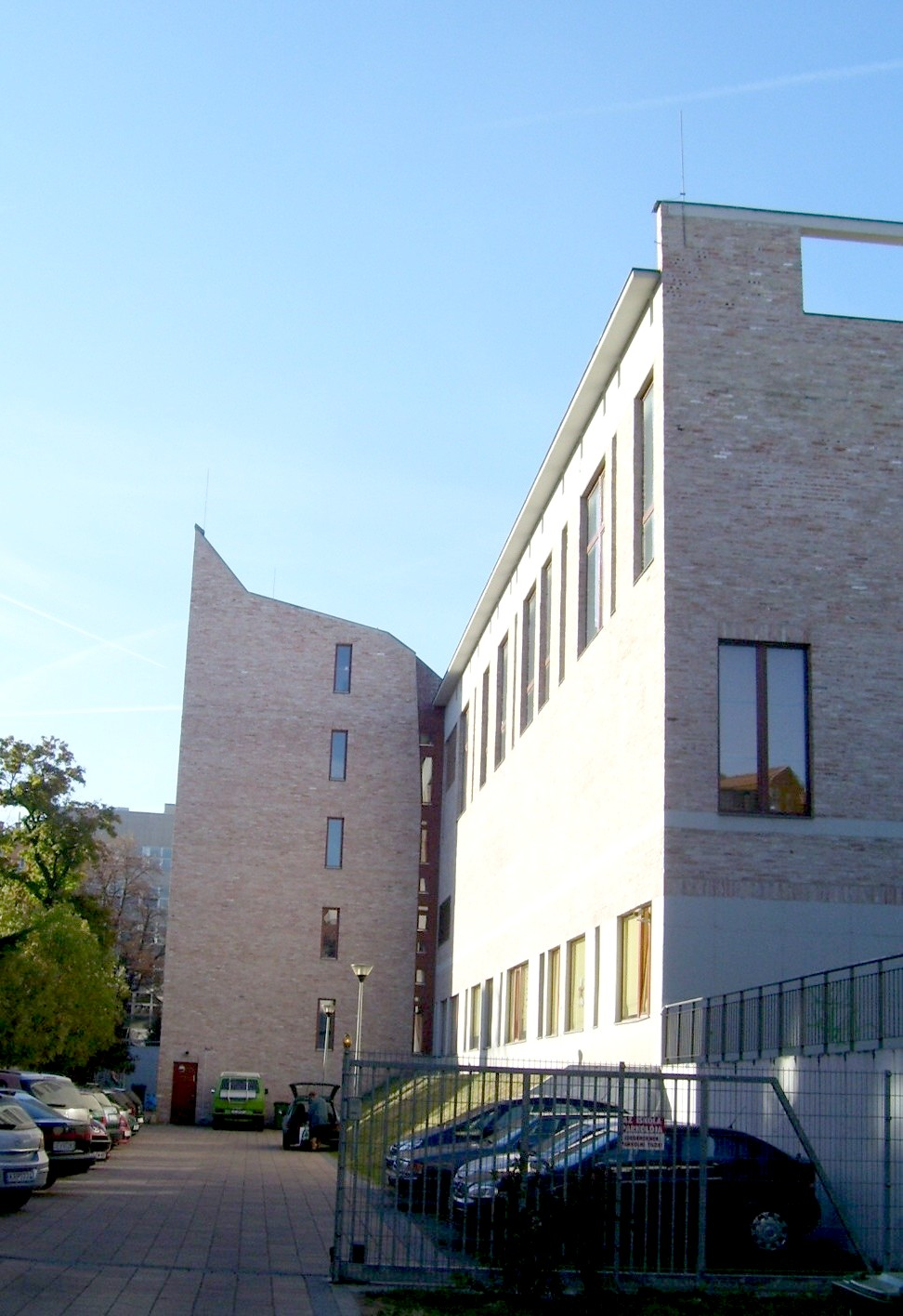
A Csik Ferenc Általános Iskola és Gimnázium az udvar felől 2009-ben
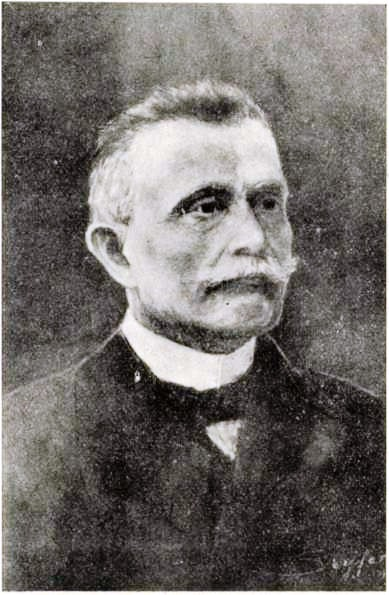
Lengyel Sándor (bozóki) matematika–fizika, igazgató (1873–1895)
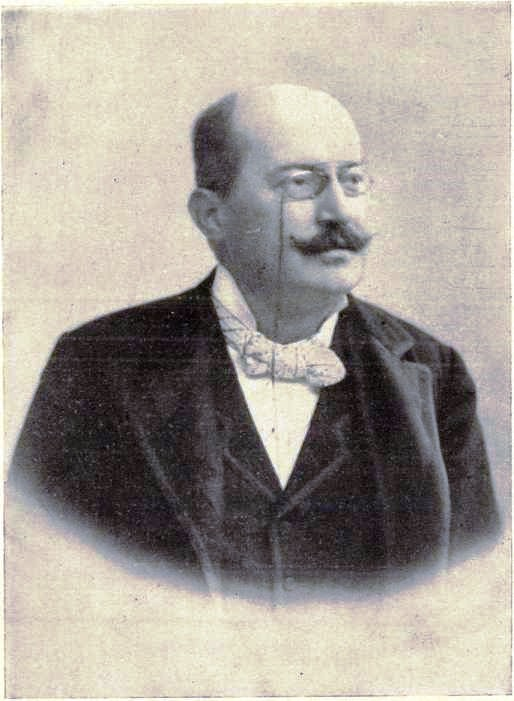
Buday József iskolafelügyelő (1883–1905)
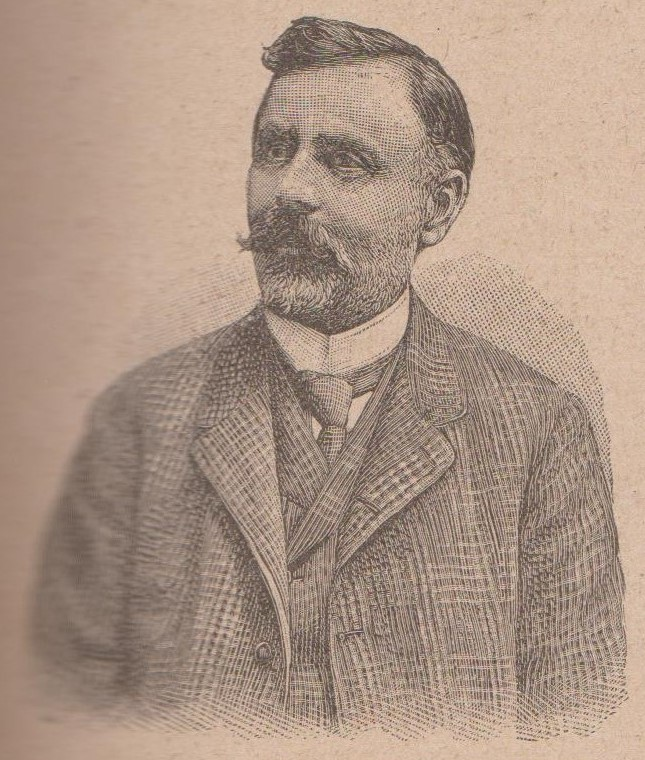
Palágyi Menyhért, matematika–fizika (1886–1889)
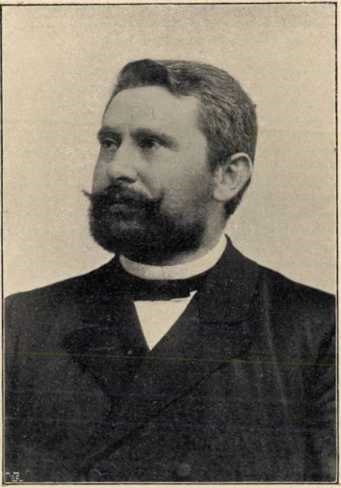
Szenessy Mihály, igazgató (1895–1904)
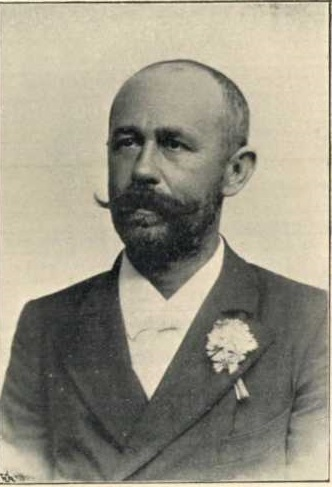
Derlik Sándor, testnevelő tanár (1895–1904)
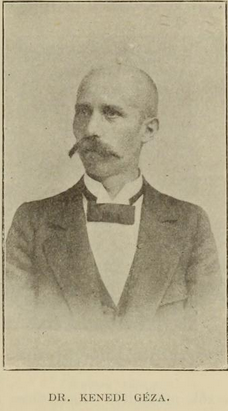
Kenedi Géza (1853–1935) ügyvéd, író, újságíró, a  Pesti Hírlap szerkesztője, országgyűlési képviselő. 1897-ben
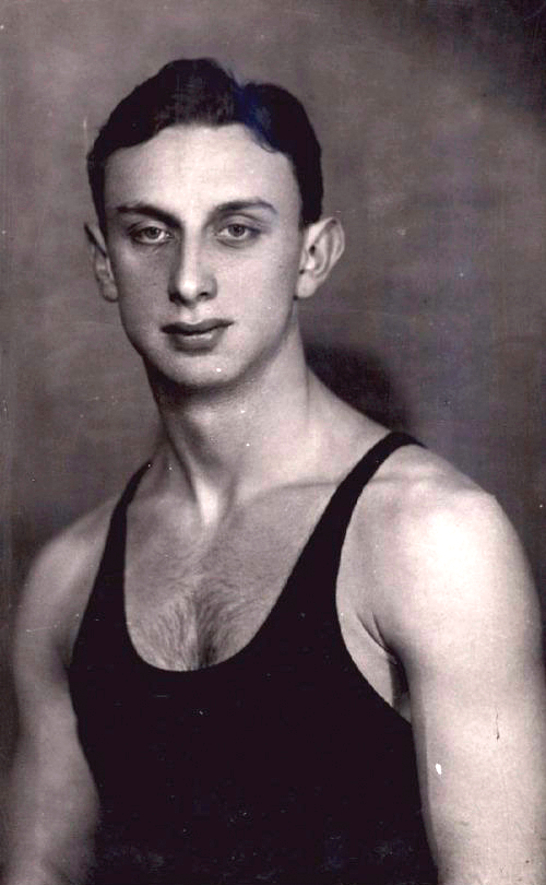
Csik Ferenc (1913–1945) olimpiai bajnok úszó, az iskola névadója
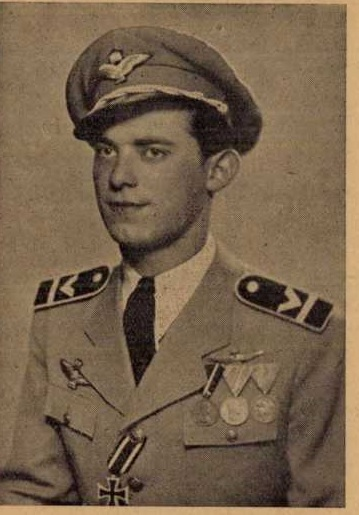
Zsámbéki Dezső repülőőrmester, hősi halált halt 1944. április 3-án. Az 1931–35-ös években az iskola tanulója volt. 1942-ben a szovjet harctéren 64 légicsatában vett részt
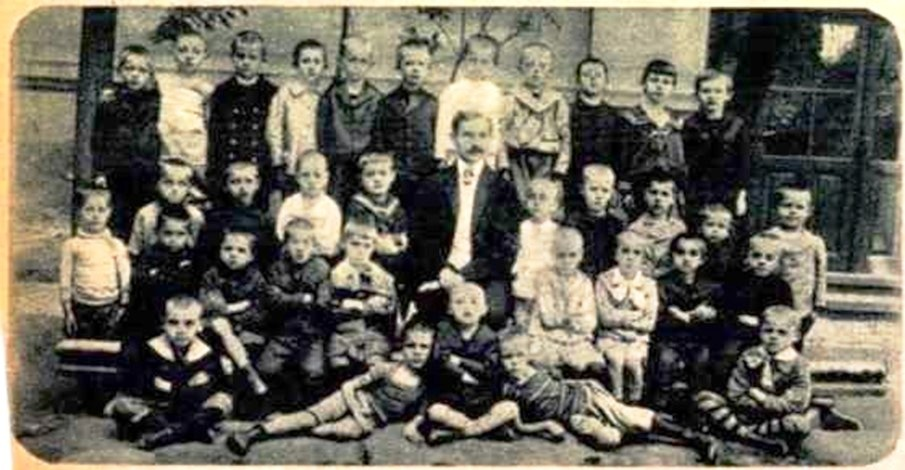
Németh László és Bilicsi Tivadar Medve utcai elemi iskola, 1907. Középen Fekete Jenő tanitó, tőle balra Németh László, jobbra Grawátsch Tivadar, azaz Bilicsi Tivadar.
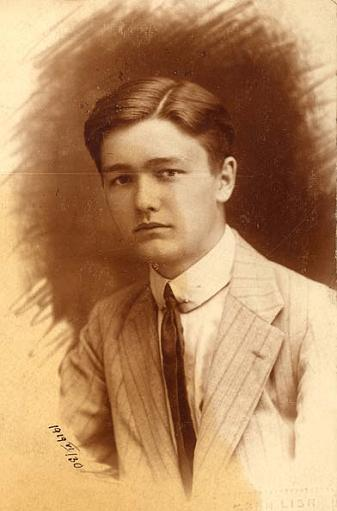
Németh László 1919-ben, iskolaorvos (1931–43)
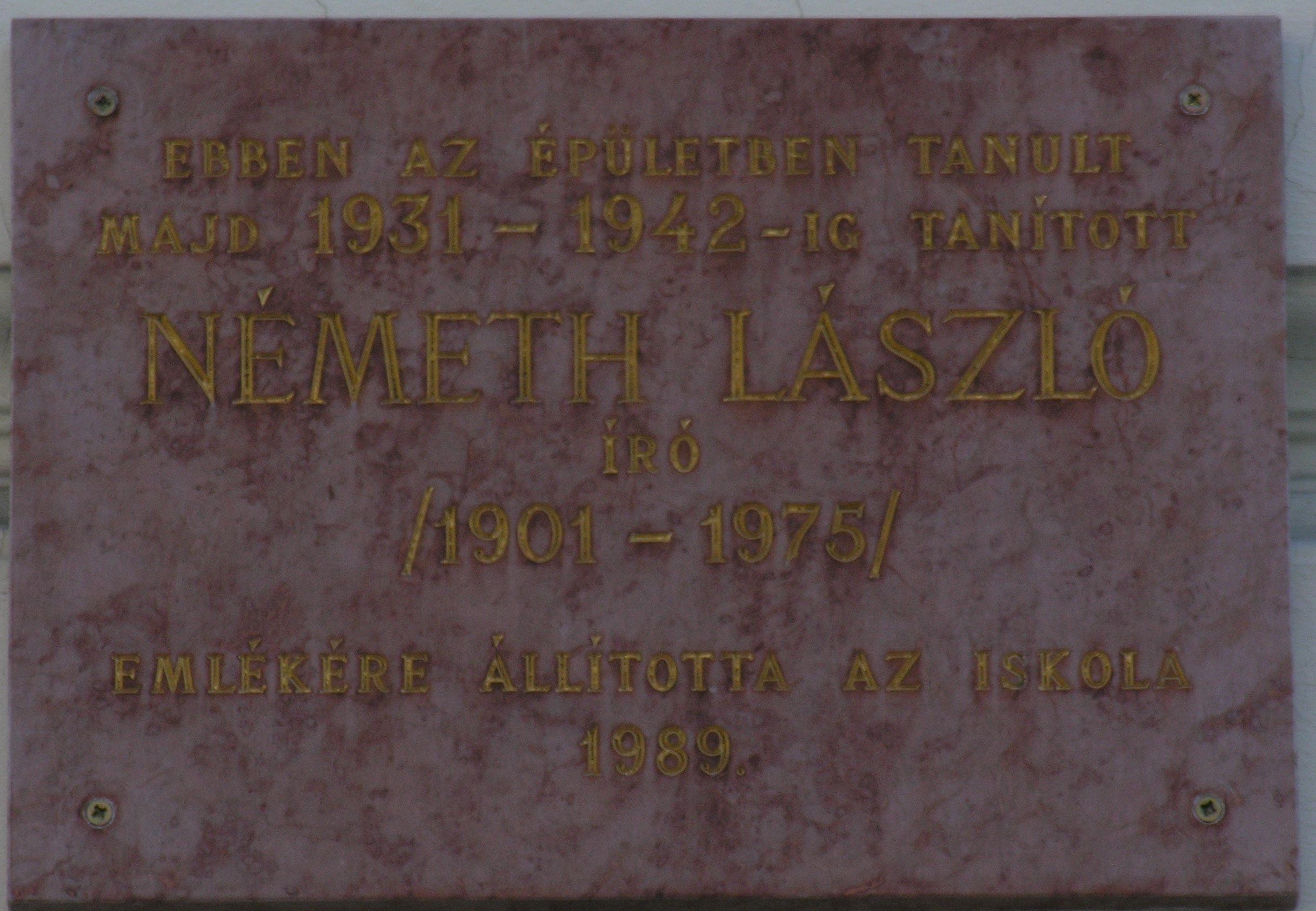
Németh László (1901–1975) író emléktáblája. Ebben az épületben tanult, majd 1931-től 1942-ig tanított, állította az iskola 1989-ben (2002)
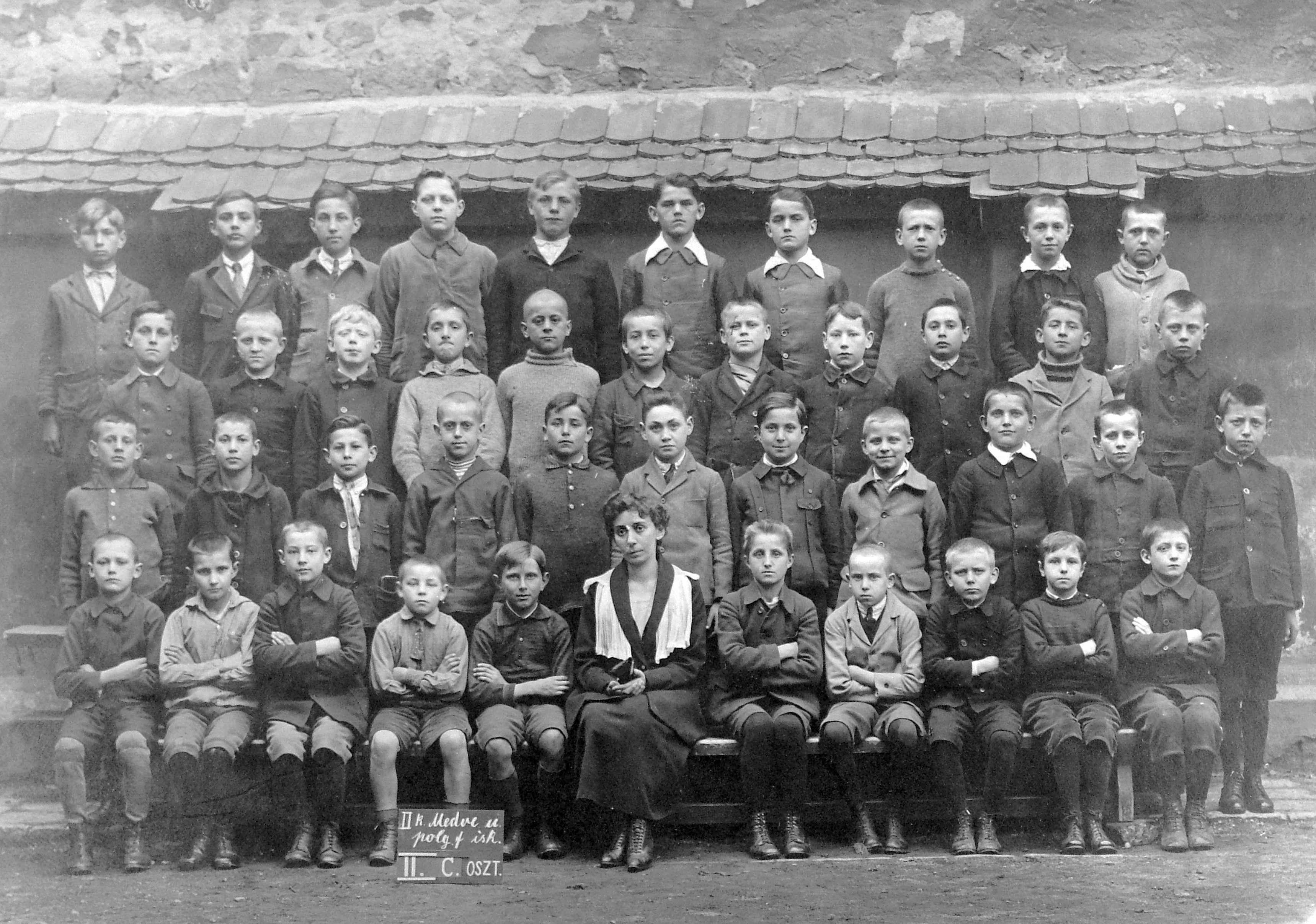
Medve utcai polgári fiú iskola, csoportkép a II. C osztályról (1927)
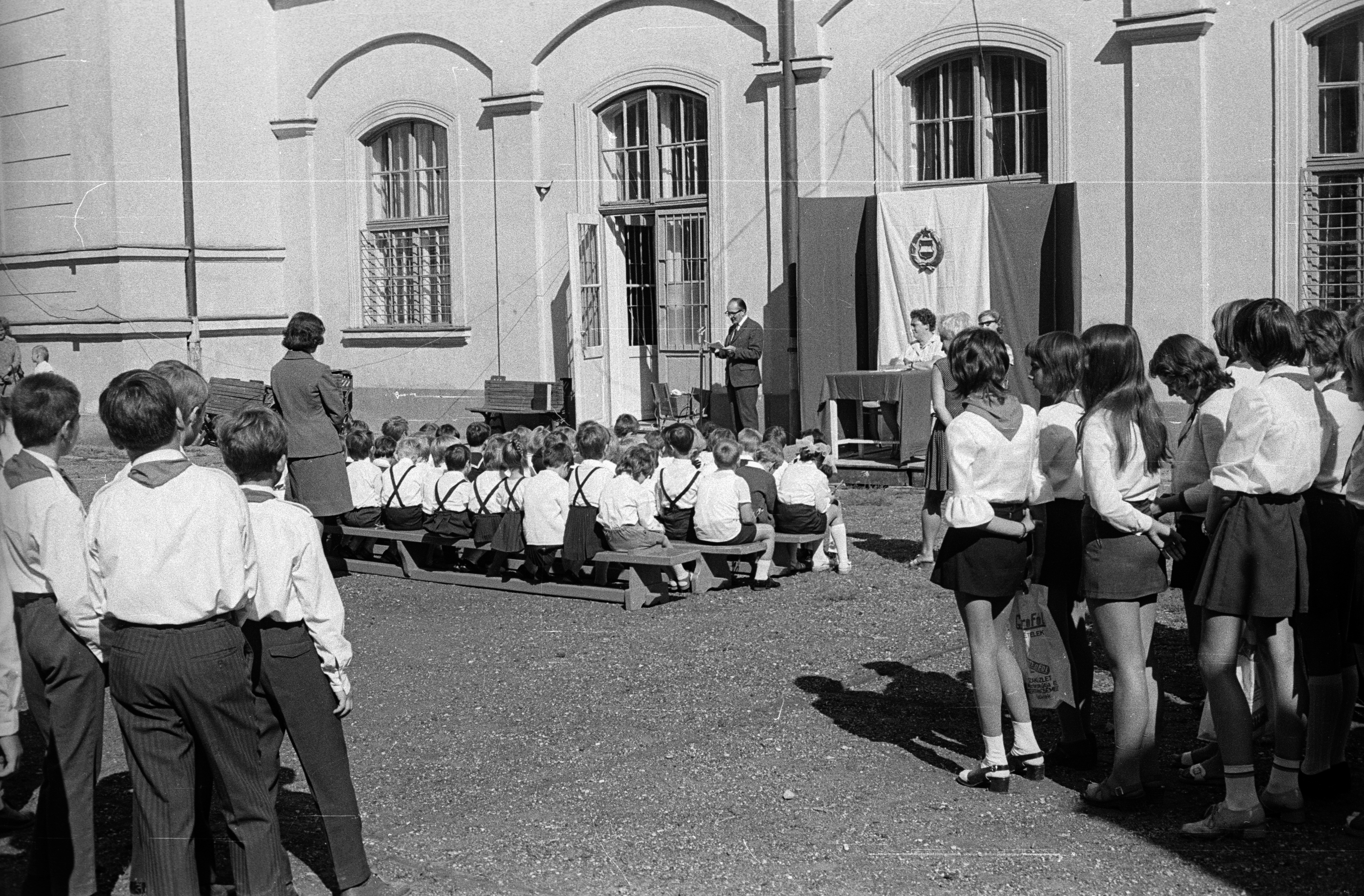
Medve Utcai Általános Iskola. Tanévnyitó ünnepély 1972-ben. Beszédet mond Csukonyi István igazgató
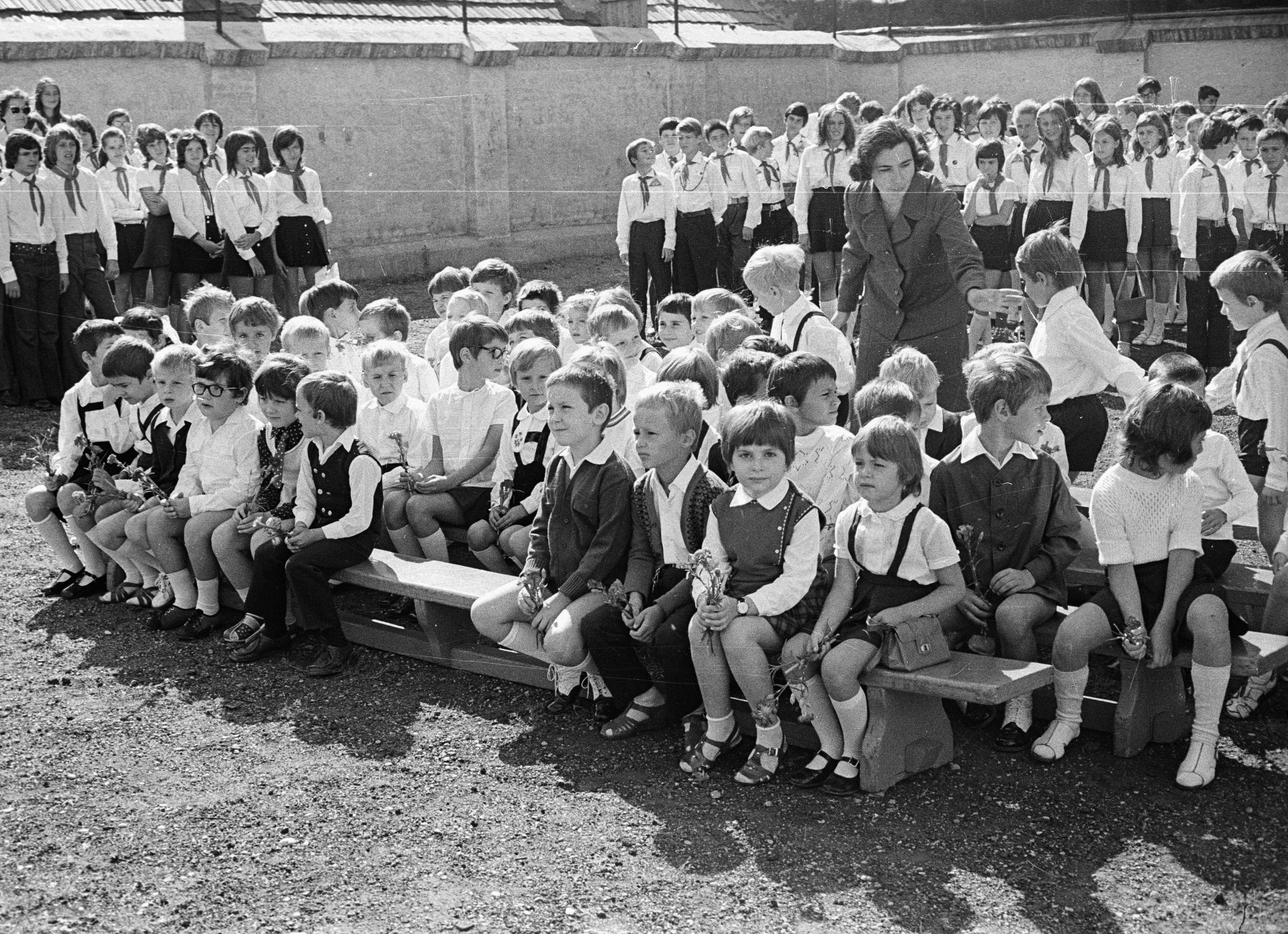
Medve Utcai Általános Iskola. Tanévnyitó ünnepély 1972-ben
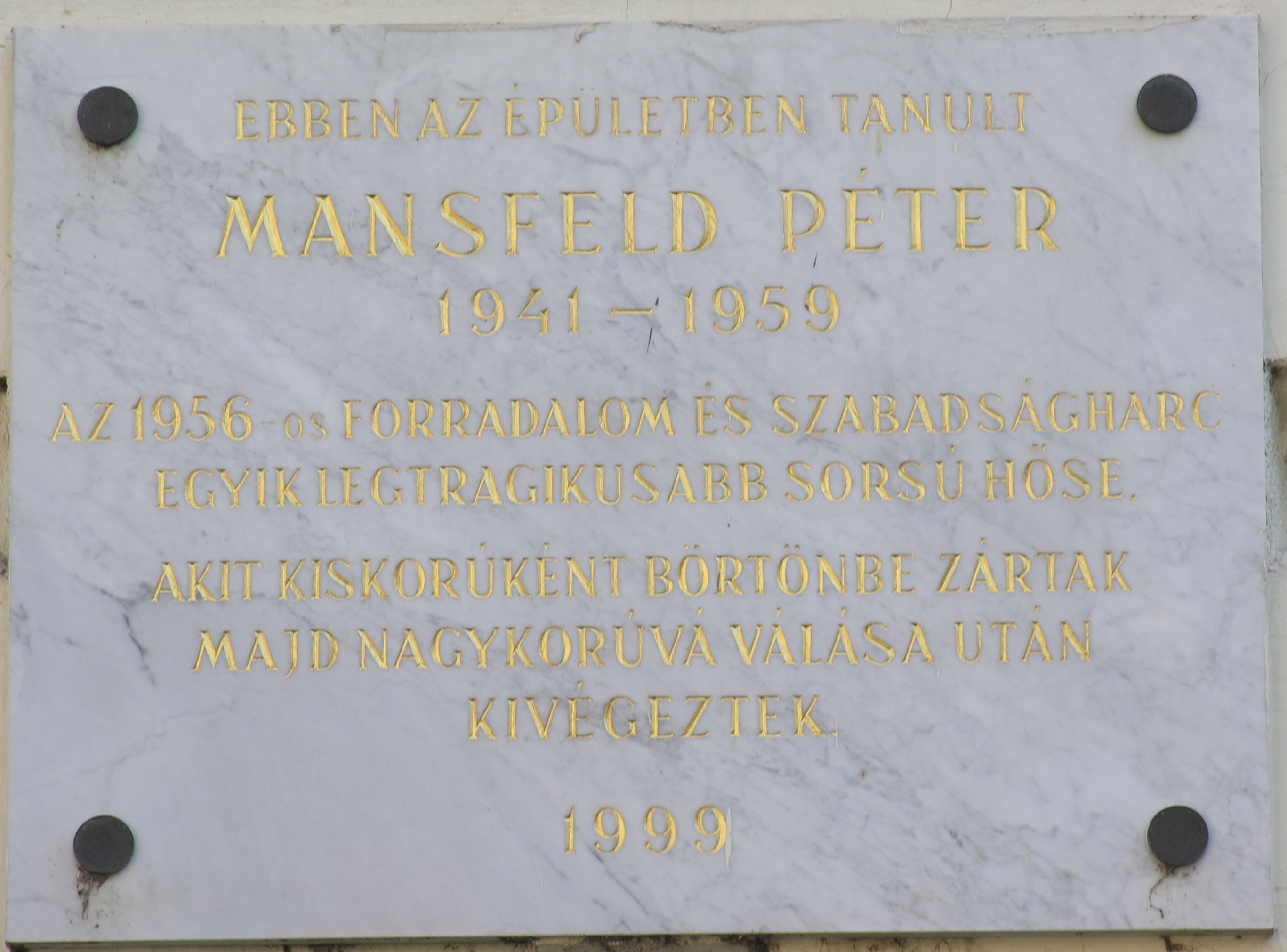
Mansfeld Péter-emléktábla, Budapest, II., Medve utca 5-7. Ebben az épületben tanult Mansfeld Péter (1941–1959) az 1956-os forradalom és szabadságharc egyik legtragikusabb sorsú hőse. Akit börtönbe zártak, majd nagykorúvá válása után kivégeztek (1999)

|  |  |  |

|  |  |  |

|  |  |  |

1. 1 2 3  Az iskola Pedagógiai Programja. [2022. március 27-i dátummal az eredetiből archiválva]. (Hozzáférés: 2021. február 17.)
2. ↑  Menetrend ide: Medve utca 5-7 itt: Budapest Autóbusz, Metró, Villamos vagy Vasút-al | Moovit (hu-HU nyelven). moovitapp.com. (Hozzáférés: 2021. január 27.)
3. ↑  Kezdőoldal. csik-ferenc-iskola.freewb.hu. (Hozzáférés: 2021. január 25.)